# Dario Minieri
Dario „Supernova“ Minieri (* 10. Februar 1985 in Rom) ist ein professioneller italienischer Pokerspieler. Er gewann 2008 ein Bracelet bei der World Series of Poker und 2009 das High Roller der European Poker Tour.

## Karriere
Minieri spielte als 16-Jähriger noch vor allem das Sammelkartenspiel Magic: The Gathering und kam 2002 mit 18 Jahren zum Pokern.
Beim Main Event der European Poker Tour (EPT) in Monte-Carlo kam Minieri Anfang März 2006 als 22. in die Preisgeldränge für 16.800 Euro. Das Main Event der World Series of Poker (WSOP) am Las Vegas Strip schloss er Anfang August 2006 ebenfalls im Geld ab. Im Oktober 2006 wurde Minieri im EPT-Turnier in Baden Dritter, wofür er rund 125.000 Euro erhielt. Bei der World Series of Poker 2007 kam er zweimal ins Geld. Im Main Event war er sehr lange Chipleader, verspielte seinen Stack jedoch recht unvorsichtig und wurde letztlich 96. für knapp 70.000 US-Dollar. Bei der EPT in Sanremo 2008, dem Turnier mit dem bis dahin drittgrößten Teilnehmerfeld der Serie, kam Minieri als Chipleader an den Finaltisch und wurde dort Dritter für knapp 300.000 Euro. Bei der WSOP 2008 gewann er ein Turnier der Variante No Limit Hold’em, das mit knapp 530.000 US-Dollar sowie einem Bracelet dotiert war. Mitte November 2008 belegte Minieri erneut den dritten Platz beim EPT-Main-Event und erhielt dafür in Warschau ein Preisgeld von mehr als 120.000 Euro. Ein Jahr später gewann er an gleicher Stelle das EPT High Roller mit einer Siegprämie von knapp 80.000 Euro. Seitdem blieben größere Erfolge in Minieris Pokerkarriere aus. Seine bis dato letzte Live-Geldplatzierung erzielte er im Juli 2016.
Insgesamt hat sich Minieri mit Poker bei Live-Turnieren knapp 2 Millionen US-Dollar erspielt.